# پیوتر مارکویچ
پیوتر مارکویچ (انگلیسی: Piotr Markiewicz؛ زادهٔ ۲۳ سپتامبر ۱۹۷۳) قایقران کانو اهل لهستان است.